# Женска фудбалска репрезентација Шпаније
Женска фудбалска репрезентација Шпаније (шп. Selección Española de Fútbol Femenina) је национални фудбалски тим који представља Шпанију на међународним такмичењима и под контролом је Фудбалског савеза Шпаније (шп. Royal Spanish Football Federation), владајућег тела за фудбал у Шпанији.
Шпанија се два пута квалификовала за ФИФА−ино Светско првенство за жене и три пута за Европско првенство за жене, стигавши до полуфинала 1997. године. За разлику од ових скромних достигнућа на сениорском нивоу, њихови омладински тимови имају један од најбољих рекорда на свету. Женски омладинаски тим је освојио две Европске титуле шампиона (У-17 и У-19), и стигао до два светска финала (победа на Светском купу за У-17 и вицешампион на У-20 Светском првенству.
Поклапајући се са успоном Барселоне на клупском нивоу, Шпанија се пробила у првих 10 на ФИФА међународној ранг листи почетком 2020-их. Њихови играчи су освојили УЕФА-ине награде за најбољег голмана, дефанзивца, везног играча, нападача и укупно најбољег играча – први пут су играчи из једне нације освојили све категорије.

## Историја
Након што су се женски фудбалски клубови почели појављивати у Шпанији око 1970. године, један од њихових покретача, Рафаел Муга, одлучио је да направи национални тим. Био је то незваничан пројекат јер је фудбал сматран неприкладним спортом за жене и од стране Краљевске шпанске фудбалске федерације и Женске секције Националног покрета, која је организовала женски спорт у франкистичкој Шпанији. На питање о иницијативи у јануару 1971. председник РФЕФ-а Хосе Луис Перез Паја је одговорио: „Нисам против женског фудбала, али ни мени се не свиђа. Не мислим да је женствено са естетске тачке гледишта. Жене не воле да носе кошуље и панталоне. Било која регионална хаљина би им боље пристајала.”
Месец дана касније, 21. фебруара 1971, незванична репрезентација Шпаније, укључујући Кончије Санчез, која је професионално играла у италијанској лиги, дебитовала је у Мурсијиној Ла Кондомини против Португалије, резултат утакмице је био нерешен 3 : 3. Тиму није било дозвољено да носи грб РФЕФ-а, а ни судија није могао да носи службену униформу. Дана 15. јула, са петодневним закашњењем због проблема са трансфером, тим је одиграо своју прву утакмицу у иностранству против Италије на стадиону Комунале у Торину, претрпевши пораз резултатом 8 : 1. Тада је репрезентација позвана на 2. издање незваничног светског купа за жене (Мундиалито 1981), али им је РФЕФ забранио учешће на такмичењу. Упркос овим условима, Шпанији је поверено да буде домаћин Светског првенства 1972. године. РФЕФ је ставио вето на пројекат, а конкурс је поништен и распуштен. Незванични шпански тим се убрзо након тога распао.
Након доста времена, у другој половини деценије, РФЕФ је коначно прихватио женски фудбал у новембру 1980. године, стварајући прво национални куп, а затим репрезентацију, која је коначно дебитовала под вођством тренера Теодора Нијета 5. фебруара 1983. у А Гуарди, Понтеведра. Противник је поново била репрезентација Португалије, која је савладала Шпанију са 0 : 1. Тим је касније одиграо пријатељске утакмице против Француске и Швајцарске ремизирајући са оба противника у Аранхуезу и Барселони и изгубивши у Перпињану пре него што је коначно остварио своју прву победу у Цириху (0 : 1) против Швајцарске. Своју прву званичну утакмицу у квалификацијама за Европско првенство 1987. одиграли су 27. априла 1985. године изгубивши од репрезентације Мађарске резултатом 1 : 0. После пораза у прва четири меча, Шпанија је победила Швајцарску и ремизирала са Италијом и завршила на трећем месту.

## Достигнућа
Утакмице и голови од 13. јула 2022.
Играчи чија су имена означена подебљаним словима су и даље активни, барем на клупском нивоу.
| #  | Играчица           | Каријера  | Утакмица | Голова |
| -- | ------------------ | --------- | -------- | ------ |
| 1  | Алексија Путељас   | 2013–     | 100      | 27     |
| 2  | Хенифер Ермосо     | 2011–     | 91       | 45     |
| 3  | Марта Торехон      | 2007–2019 | 90       | 8      |
| 4  | Марта Коредера     | 2013–2021 | 85       | 5      |
| 4  | Ирене Паредес      | 2011–0000 | 85       | 10     |
| 6  | Аранца дел Пуерто  | 1990–2005 | 71       | 0      |
| 7  | Силвија Месегер    | 2008–2019 | 67       | 5      |
| 8  | Вирхинија Торесиља | 2013–2020 | 66       | 7      |
| 9  | Викторија Лосада   | 2010–2020 | 65       | 13     |
| 10 | Мар Прието         | 1989–2000 | 62       | 30     |

| #  | Играчица                     | Каријера  | Голова | Утакмица | Просек |
| -- | ---------------------------- | --------- | ------ | -------- | ------ |
| 1  | Хенифер Ермосо               | 2011–     | 45     | 91       | 0.49   |
| 2  | Вероника Бокет               | 2005–2017 | 38     | 56       | 0.68   |
| 3  | Соња Бермудез                | 2008–2017 | 34     | 61       | 0.56   |
| 4  | Адријана Мартин              | 2005–2015 | 33     | 37       | 0.89   |
| 5  | Марија дел Мар Прието Ибањез | 1985–2000 | 30     | 62       | 0.48   |
| 6  | Алексија Путељас             | 2013–     | 27     | 100      | 0.27   |
| 7  | Мариона Калдентеј            | 2017–     | 19     | 51       | 0.37   |
| 8  | Аитана Бонмати               | 2017–     | 16     | 44       | 0.36   |
| 9  | Естер Гонзалез               | 2016–     | 15     | 24       | 0.63   |
| 9  | Маеи Паз Вилас               | 2008–2018 | 15     | 26       | 0.58   |
| 11 | Лаура дел Рио                | 2001–2008 | 14     | 30       | 0.47   |
| 12 | Амаиур Сариеги               | 2021–     | 12     | 12       | 1      |

| \| Играчица \| Противник \| Домаћин/Гост \| Резултат \| Датум \| Такмичење \| \| ----------------- \| ------------- \| ------------ \| -------- \| ------------------- \| ------------- \| \| Марија Пријет7 \| Словенија \| Домаћин \| 17 : 0 \| 20. март 1994. \| Еуро 1995. Кв \| \| Мерцедес Гонзалез \| Словенија \| Домаћин \| 17 : 0 \| 20. март 1994. \| Еуро 1995. Кв \| \| Мар Прието \| Румунија \| Домаћин \| 5 : 1 \| 31. март 1996. \| Еуро 1997. Кв \| \| Лаура дел Рио5 \| Белгија \| Домаћин \| 7 : 0 \| 29. фебруар 2004. \| Еуро 2005. Кв \| \| Адријана Мартин5 \| Пољска \| Домаћин \| 7 : 0 \| 30. март 2006. \| СП 2007. Кв \| \| Адријана Мартин4 \| Малта \| Гост \| 0 : 13 \| 19. септембар 2009. \| СП 2011. Кв \| \| Соња Бермудез \| Малта \| Гост \| 0 : 13 \| 19. септембар 2009. \| СП 2011. Кв \| \| Ана Ромеро \| Малта \| Гост \| 0 : 13 \| 19. септембар 2009. \| СП 2011. Кв \| \| Адријана Мартин \| Турска \| Гост \| 0 : 5 \| 21. новембар 2009. \| СП 2011. Кв \| \| Адријана Мартин4 \| Малта \| Домаћин \| 9 : 0 \| 24. јун 2010. \| СП 2011. Кв \| \| Вероника Бокете \| Турска \| Гост \| 1 : 10 \| 17. септембар 2011. \| Еуро 2013. Кв \| \| Мари Паз Вилас7 \| Казахстан \| Домаћин \| 13 : 0 \| 5. април 2012. \| Еуро 2013. Кв \| \| Наталија Паблос5 \| Македонија \| Домаћин \| 12 : 0 \| 13. фебруар 2014. \| СП 2015. Кв \| \| Соња Бермудез \| Македонија \| Гост \| 0 : 10 \| 10. април 2014. \| СП 2015. Кв \| \| Хенифер Ермосо \| Македонија \| Гост \| 0 : 10 \| 10. април 2014. \| СП 2015. Кв \| \| Соња Бермудез5 \| Црна Гора \| Домаћин \| 13 : 0 \| 15. септембар 2016. \| Еуро 2017. Кв \| \| Вероника Бокете4 \| Црна Гора \| Домаћин \| 13 : 0 \| 15. септембар 2016. \| Еуро 2017. Кв \| \| Мариона Калдентеј \| Молдавија \| Гост \| 0 : 9 \| 19. септембар 2020. \| Еуро 2021. Кв \| \| Хенифер Ермосо \| Молдавија \| Домаћин \| 10 : 0 \| 27. новембар 2020. \| Еуро 2021. Кв \| \| Естер Гонзалез5 \| Азербејџан \| Гост \| 0 : 13 \| 18. фебруар 2021. \| Еуро 2021. Кв \| \| Хенифер Ермосо5 \| Азербејџан \| Гост \| 0 : 13 \| 18. фебруар 2021. \| Еуро 2021. Кв \| \| Амаиур Сариеги4 \| Фарска Острва \| Гост \| 0 : 10 \| 16. септембар 2021. \| Еуро 2023. Кв \| \| Естер Гонзалез4 \| Фарска Острва \| Домаћин \| 12 : 0 \| 25. новембар 2021. \| Еуро 2023. Кв \| \| Мариона Калдентеј \| Фарска Острва \| Домаћин \| 12 : 0 \| 25. новембар 2021. \| Еуро 2023. Кв \| | 4 Играчица постигла 4. гола 5 Играчица постигла 5. голова 7 Играчица постигла 7. голова |              |          |                     |               |
| Играчица | Противник                                                                               | Домаћин/Гост | Резултат | Датум               | Такмичење     |
| Марија Пријет7 | Словенија                                                                               | Домаћин      | 17 : 0   | 20. март 1994.      | Еуро 1995. Кв |
| Мерцедес Гонзалез | Словенија                                                                               | Домаћин      | 17 : 0   | 20. март 1994.      | Еуро 1995. Кв |
| Мар Прието | Румунија                                                                                | Домаћин      | 5 : 1    | 31. март 1996.      | Еуро 1997. Кв |
| Лаура дел Рио5 | Белгија                                                                                 | Домаћин      | 7 : 0    | 29. фебруар 2004.   | Еуро 2005. Кв |
| Адријана Мартин5 | Пољска                                                                                  | Домаћин      | 7 : 0    | 30. март 2006.      | СП 2007. Кв   |
| Адријана Мартин4 | Малта                                                                                   | Гост         | 0 : 13   | 19. септембар 2009. | СП 2011. Кв   |
| Соња Бермудез | Малта                                                                                   | Гост         | 0 : 13   | 19. септембар 2009. | СП 2011. Кв   |
| Ана Ромеро | Малта                                                                                   | Гост         | 0 : 13   | 19. септембар 2009. | СП 2011. Кв   |
| Адријана Мартин | Турска                                                                                  | Гост         | 0 : 5    | 21. новембар 2009.  | СП 2011. Кв   |
| Адријана Мартин4 | Малта                                                                                   | Домаћин      | 9 : 0    | 24. јун 2010.       | СП 2011. Кв   |
| Вероника Бокете | Турска                                                                                  | Гост         | 1 : 10   | 17. септембар 2011. | Еуро 2013. Кв |
| Мари Паз Вилас7 | Казахстан                                                                               | Домаћин      | 13 : 0   | 5. април 2012.      | Еуро 2013. Кв |
| Наталија Паблос5 | Македонија                                                                              | Домаћин      | 12 : 0   | 13. фебруар 2014.   | СП 2015. Кв   |
| Соња Бермудез | Македонија                                                                              | Гост         | 0 : 10   | 10. април 2014.     | СП 2015. Кв   |
| Хенифер Ермосо | Македонија                                                                              | Гост         | 0 : 10   | 10. април 2014.     | СП 2015. Кв   |
| Соња Бермудез5 | Црна Гора                                                                               | Домаћин      | 13 : 0   | 15. септембар 2016. | Еуро 2017. Кв |
| Вероника Бокете4 | Црна Гора                                                                               | Домаћин      | 13 : 0   | 15. септембар 2016. | Еуро 2017. Кв |
| Мариона Калдентеј | Молдавија                                                                               | Гост         | 0 : 9    | 19. септембар 2020. | Еуро 2021. Кв |
| Хенифер Ермосо | Молдавија                                                                               | Домаћин      | 10 : 0   | 27. новембар 2020.  | Еуро 2021. Кв |
| Естер Гонзалез5 | Азербејџан                                                                              | Гост         | 0 : 13   | 18. фебруар 2021.   | Еуро 2021. Кв |
| Хенифер Ермосо5 | Азербејџан                                                                              | Гост         | 0 : 13   | 18. фебруар 2021.   | Еуро 2021. Кв |
| Амаиур Сариеги4 | Фарска Острва                                                                           | Гост         | 0 : 10   | 16. септембар 2021. | Еуро 2023. Кв |
| Естер Гонзалез4 | Фарска Острва                                                                           | Домаћин      | 12 : 0   | 25. новембар 2021.  | Еуро 2023. Кв |
| Мариона Калдентеј | Фарска Острва                                                                           | Домаћин      | 12 : 0   | 25. новембар 2021.  | Еуро 2023. Кв |

### Без примљеног гола
Без примљеног гола: Голман мора да игра најмање 60 минута да би добио поене из чисте мреже. 
| #  | Играчица                   | Каријера  | Празна мрежа | Утакмица | Просек |
| -- | -------------------------- | --------- | ------------ | -------- | ------ |
| 1  | Сандра Пањос               | 2011–     | 26           | 53       | 49.06% |
| 2  | Долорес Гаљардо            | 2012–     | 20           | 37       | 56.76% |
| 2  | Ајнхоа Тирапу              | 2007–2015 | 20           | 46       | 43.48% |
| 4  | Росер Сера                 | 1991–1998 | 13           | 33       | 39.39% |
| 5  | Марија Родригез            | 2021–     | 4            | 5        | 80%    |
| 5  | Елихабет Капа              | 1998–2005 | 4            | 26       | 15.38% |
| 7  | Луција Муњоз Мендоза       | 2005–2006 | 3            | 8        | 37.5%  |
| 7  | Ана Руиз Митхелена         | 1984–1988 | 3            | 17       | 17.65% |
| 9  | Марија Санчез Мина         | 2006–2007 | 2            | 2        | 100%   |
| 10 | Сара Серат                 | 2019–     | 1            | 1        | 100%   |
| 10 | Марија Изабел Гонзалез Гил | 1983–1984 | 1            | 3        | 33.33% |
| 10 | Хуана Марија Пералес       | 1988–1990 | 1            | 4        | 25%    |
| 10 | Марија Хосе Понс           | 2012–2013 | 1            | 5        | 20%    |

## Такмичарски рекорд

### Светско првенство за жене
| Светско првенство у фудбалу за жене − резултати | Светско првенство у фудбалу за жене − резултати | Светско првенство у фудбалу за жене − резултати | Светско првенство у фудбалу за жене − резултати | Светско првенство у фудбалу за жене − резултати | Светско првенство у фудбалу за жене − резултати | Светско првенство у фудбалу за жене − резултати | Светско првенство у фудбалу за жене − резултати | Светско првенство у фудбалу за жене − резултати |           | Квалификациони резултати | Квалификациони резултати | Квалификациони резултати | Квалификациони резултати | Квалификациони резултати | Квалификациони резултати |
| Година                                          | Коло                                            | Позиција                                        | Ута                                             | Поб                                             | Нер*                                            | Изг                                             | ГД                                              | ГП                                              | Ута       | Поб                      | Нер                      | Изг                      | ГД                       | ГП                       |                          |
| ----------------------------------------------- | ----------------------------------------------- | ----------------------------------------------- | ----------------------------------------------- | ----------------------------------------------- | ----------------------------------------------- | ----------------------------------------------- | ----------------------------------------------- | ----------------------------------------------- | --------- | ------------------------ | ------------------------ | ------------------------ | ------------------------ | ------------------------ | ------------------------ |
| 1991                                            | Нису се квалификовале                           | Нису се квалификовале                           | Нису се квалификовале                           | Нису се квалификовале                           | Нису се квалификовале                           | Нису се квалификовале                           | Нису се квалификовале                           | Нису се квалификовале                           | УЕФА 1991 | УЕФА 1991                | УЕФА 1991                | УЕФА 1991                | УЕФА 1991                | УЕФА 1991                |                          |
| 1995                                            | Нису се квалификовале                           | Нису се квалификовале                           | Нису се квалификовале                           | Нису се квалификовале                           | Нису се квалификовале                           | Нису се квалификовале                           | Нису се квалификовале                           | Нису се квалификовале                           | УЕФА 1995 | УЕФА 1995                | УЕФА 1995                | УЕФА 1995                | УЕФА 1995                | УЕФА 1995                |                          |
| 1999                                            | Нису се квалификовале                           | Нису се квалификовале                           | Нису се квалификовале                           | Нису се квалификовале                           | Нису се квалификовале                           | Нису се квалификовале                           | Нису се квалификовале                           | Нису се квалификовале                           | 6         | 0                        | 2                        | 4                        | 5                        | 10                       |                          |
| 2003                                            | Нису се квалификовале                           | Нису се квалификовале                           | Нису се квалификовале                           | Нису се квалификовале                           | Нису се квалификовале                           | Нису се квалификовале                           | Нису се квалификовале                           | Нису се квалификовале                           | 6         | 2                        | 0                        | 4                        | 8                        | 11                       |                          |
| 2007                                            | Нису се квалификовале                           | Нису се квалификовале                           | Нису се квалификовале                           | Нису се квалификовале                           | Нису се квалификовале                           | Нису се квалификовале                           | Нису се квалификовале                           | Нису се квалификовале                           | 8         | 4                        | 2                        | 2                        | 19                       | 14                       |                          |
| 2011                                            | Нису се квалификовале                           | Нису се квалификовале                           | Нису се квалификовале                           | Нису се квалификовале                           | Нису се квалификовале                           | Нису се квалификовале                           | Нису се квалификовале                           | Нису се квалификовале                           | 8         | 6                        | 1                        | 1                        | 37                       | 4                        |                          |
| 2015                                            | Групна фаза                                     | 20.                                             | 3                                               | 0                                               | 1                                               | 2                                               | 2                                               | 4                                               | 10        | 9                        | 1                        | 0                        | 42                       | 2                        |                          |
| 2019                                            | 12.                                             | 4                                               | 1                                               | 1                                               | 2                                               | 4                                               | 4                                               | 8                                               | 8         | 0                        | 0                        | 25                       | 2                        |                          |                          |
| 2023                                            | Квалификовале се                                | Квалификовале се                                | Квалификовале се                                | Квалификовале се                                | Квалификовале се                                | Квалификовале се                                | Квалификовале се                                | Квалификовале се                                | 6         | 6                        | 0                        | 0                        | 45                       | 0                        |                          |
| Укупно                                          | Укупно                                          | 2/9                                             | 7                                               | 1                                               | 2                                               | 4                                               | 6                                               | 8                                               | 53        | 36                       | 6                        | 11                       | 181                      | 43                       |                          |

### Европско првенство у фудбалу за жене
| Европско првенство у фудбалу за жене − резултати | Европско првенство у фудбалу за жене − резултати | Европско првенство у фудбалу за жене − резултати | Европско првенство у фудбалу за жене − резултати | Европско првенство у фудбалу за жене − резултати | Европско првенство у фудбалу за жене − резултати | Европско првенство у фудбалу за жене − резултати | Европско првенство у фудбалу за жене − резултати | Европско првенство у фудбалу за жене − резултати |               | Квалификациони резултати | Квалификациони резултати | Квалификациони резултати | Квалификациони резултати | Квалификациони резултати | Квалификациони резултати |
| Година                                           | Коло                                             | Позиција                                         | Ута                                              | Поб                                              | Нер*                                             | Изг                                              | ГД                                               | ГП                                               | Ута           | Поб                      | Нер                      | Изг                      | ГД                       | ГП                       |                          |
| ------------------------------------------------ | ------------------------------------------------ | ------------------------------------------------ | ------------------------------------------------ | ------------------------------------------------ | ------------------------------------------------ | ------------------------------------------------ | ------------------------------------------------ | ------------------------------------------------ | ------------- | ------------------------ | ------------------------ | ------------------------ | ------------------------ | ------------------------ | ------------------------ |
| 1984                                             | Нису учествовале                                 | Нису учествовале                                 | Нису учествовале                                 | Нису учествовале                                 | Нису учествовале                                 | Нису учествовале                                 | Нису учествовале                                 | Нису учествовале                                 | Одбили учешће | Одбили учешће            | Одбили учешће            | Одбили учешће            | Одбили учешће            | Одбили учешће            |                          |
| 1987                                             | Нису се квалификовале                            | Нису се квалификовале                            | Нису се квалификовале                            | Нису се квалификовале                            | Нису се квалификовале                            | Нису се квалификовале                            | Нису се квалификовале                            | Нису се квалификовале                            | 6             | 1                        | 1                        | 4                        | 7                        | 9                        |                          |
| 1989                                             | Нису се квалификовале                            | Нису се квалификовале                            | Нису се квалификовале                            | Нису се квалификовале                            | Нису се квалификовале                            | Нису се квалификовале                            | Нису се квалификовале                            | Нису се квалификовале                            | 8             | 2                        | 2                        | 4                        | 4                        | 8                        |                          |
| 1991                                             | Нису се квалификовале                            | Нису се квалификовале                            | Нису се квалификовале                            | Нису се квалификовале                            | Нису се квалификовале                            | Нису се квалификовале                            | Нису се квалификовале                            | Нису се квалификовале                            | 6             | 0                        | 2                        | 4                        | 3                        | 13                       |                          |
| 1993                                             | Нису се квалификовале                            | Нису се квалификовале                            | Нису се квалификовале                            | Нису се квалификовале                            | Нису се квалификовале                            | Нису се квалификовале                            | Нису се квалификовале                            | Нису се квалификовале                            | 4             | 1                        | 1                        | 2                        | 2                        | 6                        |                          |
| 1995                                             | Нису се квалификовале                            | Нису се квалификовале                            | Нису се квалификовале                            | Нису се квалификовале                            | Нису се квалификовале                            | Нису се квалификовале                            | Нису се квалификовале                            | Нису се квалификовале                            | 6             | 3                        | 3                        | 0                        | 29                       | 0                        |                          |
| 1997                                             | Полуфинале                                       | 4.                                               | 4                                                | 1                                                | 1                                                | 2                                                | 3                                                | 4                                                | 6             | 1                        | 2                        | 3                        | 8                        | 15                       |                          |
| 2001                                             | Нису се квалификовале                            | Нису се квалификовале                            | Нису се квалификовале                            | Нису се квалификовале                            | Нису се квалификовале                            | Нису се квалификовале                            | Нису се квалификовале                            | Нису се квалификовале                            | 6             | 1                        | 1                        | 4                        | 6                        | 17                       |                          |
| 2005                                             | Нису се квалификовале                            | Нису се квалификовале                            | Нису се квалификовале                            | Нису се квалификовале                            | Нису се квалификовале                            | Нису се квалификовале                            | Нису се квалификовале                            | Нису се квалификовале                            | 8             | 2                        | 1                        | 5                        | 10                       | 10                       |                          |
| 2009                                             | Нису се квалификовале                            | Нису се квалификовале                            | Нису се квалификовале                            | Нису се квалификовале                            | Нису се квалификовале                            | Нису се квалификовале                            | Нису се квалификовале                            | Нису се квалификовале                            | 8             | 5                        | 2                        | 1                        | 24                       | 7                        |                          |
| 2013                                             | Четвртфинале                                     | 7.                                               | 4                                                | 1                                                | 1                                                | 2                                                | 5                                                | 7                                                | 10            | 6                        | 2                        | 2                        | 43                       | 14                       |                          |
| 2017                                             | Четвртфинале                                     | 8.                                               | 4                                                | 1                                                | 1                                                | 2                                                | 2                                                | 3                                                | 8             | 8                        | 0                        | 0                        | 40                       | 2                        |                          |
| 2022                                             | БО                                               | БО                                               | 1                                                | 1                                                | 0                                                | 0                                                | 4                                                | 1                                                | 8             | 7                        | 1                        | 0                        | 48                       | 1                        |                          |
| Укупно                                           | Укупно                                           | 4/13                                             | 13                                               | 4                                                | 3                                                | 6                                                | 14                                               | 15                                               | 84            | 37                       | 18                       | 29                       | 241                      | 102                      |                          |